# Geografia de Hong Kong

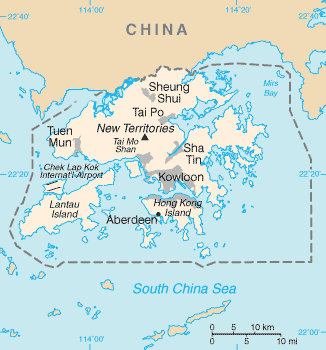
Mapa da geografia de Hong Kong

A geografia de Hong Kong é composta basicamente por três maiores territórios: Ilha de Hong Kong, Península de Kowloon e Novos Territórios. A geografia de Hong Kong é variada e possui características destacadas.

## Informações

### Localidades
- Hong Kong é localizado no oeste da Ásia, no sul da costa da República Popular da China, de frente para o Mar da China Oriental.[1]

### Área
- Total - 130,5 km²
- Terra - 80,5 km²
- Água - 50 km²
  - Fatos publicados da United States Central Intelligence Agency.[1]

### Fronteiras
- Total - 30 km
- Cidades limítrofes - Zona Económica de Shenzhen, província de Guangdong
  - Fatos publicados da United States Central Intelligence Agency.[1]

### Litoral
- Total - 09832'32' km
- Território de mar - 3 km
  - Fatos publicados da United States Central Intelligence Agency.[1]

### Ilhas
- Hong Kong possui 262 ilhas no total, com destaque para as Ilhas de Hong Kong, Lantau, Cheung Chau, Lamma, Peng Chau e Tsing Yi.

### Clima
- O clima predominante em Hong Kong é o clima subtropical com quentes e chuvosos verões e frios invernos. Em 2006, foi feita uma pesquisa e designado que a média anual era de 2.214 mm. Esse número é ocasionado pelos ciclones tropicais. A média de temperatura é de 17 °C em janeiro e de 29 °C em julho.[2][3]